# مسترکارت
مسترکارت (به انگلیسی: MasterCard) شرکت خدمات مالی چندملیتی آمریکایی است، که در زمینه ارائه خدمات کارت‌های اعتباری، کارت‌های نقدی و مدیریت سامانه‌های پرداخت بانکی فعالیت می‌کند.
دفتر مرکزی این شرکت در شهر پورچِیس، نیویورک قرار دارد و بخشی از سهام آن در بازار بورس نیویورک معامله می‌شود. مستر کارت در سال ۲۰۱۸ در فهرست فرچون ۵۰۰ در رتبه ۲۳۶ از بزرگ‌ترین شرکت‌های آمریکا قرار داشت.
مسترکارت دومین شرکت بزرگ پردازش پرداخت در سراسر جهان است. طیف وسیعی از پردازش تراکنش‌های پرداخت و سایر خدمات پرداخت مرتبط (مانند پرداخت‌ها و رزروهای مربوط به سفر) را ارائه می‌دهد. دفتر مرکزی آن در پورچیس، نیویورک است. در سرتاسر جهان، کار اصلی آن پردازش پرداخت‌ها بین بانک‌های بازرگانان و بانک‌های صادرکننده کارت یا اتحادیه‌های اعتباری خریدارانی است که از کارت‌های بدهی، اعتباری و پیش‌پرداخت با نام تجاری مسترکارت برای خرید استفاده می‌کنند. مستر کارت از سال ۲۰۰۶ به صورت عمومی معامله می‌شود.
Mastercard (در ابتدا Interbank و سپس Master Charge) توسط اتحادی از چندین بانک و انجمن‌های کارت بانکی منطقه ای در پاسخ به BankAmericard صادر شده توسط بنک آو امریکا، که بعداً تبدیل به Visa شد، ایجاد شد. Mastercard Worldwide قبل از عرضه اولیه عمومی، تعاونی متعلق به بیش از ۲۵۰۰۰ مؤسسه مالی بود که کارت‌های مارک آن را صادر می‌کردند.

## تاریخچه
ریشه‌های تأسیس مسترکارت به شکل‌گیری کارت‌های اعتباری با برند مسترکارت، در ابتدای دهه ۱۹۶۰ بازمی‌گردد. نخستین صادرکنندگان کارت‌های اعتباری مسترکارت، بانک یونایتد کالیفرنیا، بانک ملی کروکر، بانک ولز فارگو و بانک کالیفرنیا بودند. در سال ۱۹۶۶ انجمنی از ۴ بانک مذکور مستقر در کالیفرنیا تحت عنوان انجمن کارت بین‌بانکی (به انگلیسی: Interbank Card Association) شکل گرفت. در پی پیوستن بانک مارین میدلند مستقر در نیویورک، به این انجمن، نام آن به مستر شارژ تغییر پیدا کرد. در سال ۱۹۶۸ شبکه کارت‌های مستر فعالیت‌های بین‌المللی خود را با امضای مشارکتی با شبکه اروپایی یوروکارت آغاز نمود. در سال ۱۹۶۹ سیتی‌بانک نیز به این انجمن پیوست و شبکه گسترده کارت‌های خود بنام (به انگلیسی: Everything Card) را در شبکه مستر شارژ ادغام نمود. در سال ۱۹۷۲ شبکه اکسس که در بریتانیا مستقر بود نیز به شبکه مستر شارژ پیوست.
در سال ۱۹۷۹ به‌طور رسمی نام مستر شارژ به مسترکارت تغییر پیدا کرد. در ۱۹۹۰ مسترکارت اقدام به خریداری شبکه اکسس کارت که گسترده‌ترین شبکه یکپارچه کارت‌های اعتباری بریتانیا بشمار می‌آمد را خریداری و در خود ادغام کرد. در سال ۲۰۰۲ مسترکارت اقدام به خریداری یوروپِی اینترنشنال نمود، که یکی از ۲ شبکه گسترده کارت‌های اعتباری اروپا بشمار می‌آمد و در سال ۲۰۱۰ نیز بزرگ‌ترین شبکه پرداخت بریتانیا بنام دیتاکش را تصاحب نمود.
این شرکت در سال ۲۰۱۲ شبکه کارت‌های اعتباری خود را باز هم توسعه داد و بخش خاورمیانه خود را راه‌اندازی کرد. شرکت مسترکارت در سال ۲۰۱۴ با خریداری شرکت پین‌پوینت، به بازار پرداخت‌های استرالیا نیز وارد شد. امروزه شرکت مسترکارت دارای عملیات در ۲۱۰ کشور جهان می‌باشد. در سال ۲۰۱۶ و در پی فشارهای سازمان تجارت جهانی، دولت چین به شرکت‌های بین‌المللی ارائه خدمات پرداخت، از جمله مستر کارت و ویزا کارت، اجازه ورود به بازار چین را واگذار نمود.

## کسب‌وکار
شیوه کسب درآمد شرکت مسترکارت به این صورت است، که از طریق پردازش پرداخت‌های بین بانکی بازرگانان و نیز از راه صدور کارت‌های اعتباری به بانکها یا اتحادیه‌های اعتباری که از خریداران یا استفاده‌کنندگان از نام تجاری «مسترکارت» برای خرید انواع کالا یا خدمات، به صورت دبیت کارت یا کردیت کارت استفاده می‌کنند، درآمد کسب می‌نماید.

## برند
شرکت مسترکارت در ابتدای فعالیت به نام مستر شارژ شناخته می‌شد، که چندین بانک کالیفرنیا این کارت را برای مشتریان خود ارائه می‌کردند. مهم‌ترین رقیب مسترکارت در ابتدای فعالیت شرکت بانک‌آمریکارت بود، که توسط بانک مرکزی آمریکا صادر می‌گردید. بانک‌آمریکارت بعدها به ویزا کارت تغییر نام داد و امروزه توسط شرکت ویزا صادر می‌شود.

## سهام‌داران
مسترکارت از سال ۲۰۰۶ به یک شرکت سهامی عام چندملیتی تبدیل شد. پیش از ارائه عمومی سهام آن، مسترکارت به صورت یک شرکت تعاونی فعالیت می‌کرد، که متعلق به بیش از ۲۵ هزار مؤسسه مالی بود.

## تبلیغات و اسپانسری مستر کارت
برچسب تبلیغاتی فعلی مسترکارت “بی‌بها یا priceless” است. شعار مرتبط با این شرکت بدین معنی است که چیزهایی وجود دارد که با پول نمی‌توان آنرا خرید. کمپین بی‌بها مسترکارت امروزه هم برای کارت‌های اعتباری و هم کارت‌های نقدی این شرکت استفاده می‌شود.
آنها همچنین از توضیحات Priceless برای تبلیغ محصولاتی مانند سایت “سفر بی‌بها یا priceless travel” خود استفاده می‌کنند که دارای خدمات و پیشنهادهایی برای دارندگان کارت‌های مسترکارت است.

## سامانه بی‌بها
نخستین تبلیغات بی‌بها در مسابقات جهانی بیسبال ۱۹۹۷ اجرا شد و همچنین تبلیغات مختلفی در تلویزیونی، رادیو و نشریات چاپی قرار گرفت. مسترکارت priceless را به عنوان یک علامت تجاری ثبت کرد. بازیگر نقش بیلی کروودپ صداپیشه در بازار ایالات متحده است.
ایده و مفهوم اصلی این کمپین از آژانس تبلیغاتی مک کان اریکسون (همانگونه که در سال ۱۹۹۷ نامگذاری شده‌است) ناشی می‌شود. هدف این کمپین جلوه کردن مسترکارت به عنوان یک شرکت ارائه دهنده کارت اعتباری با حس دوستانه، طنز و همچنین پاسخ دادن به نگرانی مردم است که همه چیز در حال کالایی شدن بوده و مردم بیش از حد مادی گرا هستند.
مسترکارت حامی رویدادهای مهم ورزشی و تیم‌های مختلف در سراسر جهان است. این موارد شامل راگبی نیوزلند، ام ال بی، لیگ قهرمانان یوفا و Arnold Palmer PGA Tour است. پیش از این، این شرکت همچنین از جام جهانی فیفا حمایت می‌کرد اما پس از تسویه حساب در دادگاه، قرارداد خود را پس گرفت و رقیب آن، ویزا، در سال ۲۰۰۷ این قرارداد را به دست آورد.
در سال ۱۹۹۷، مسترکارت حامی اصلی تیم فرمول یک مسترکارت لولا بود، که از فصل ۱۹۹۷ فرمول یک پس از اولین مسابقه خود به دلیل مشکلات مالی کنار رفت. این شرکت همچنین با تیم ملی فوتبال برزیل و کوپا لیبرتادورس قرارداد اسپانسری دارد.

## آمار

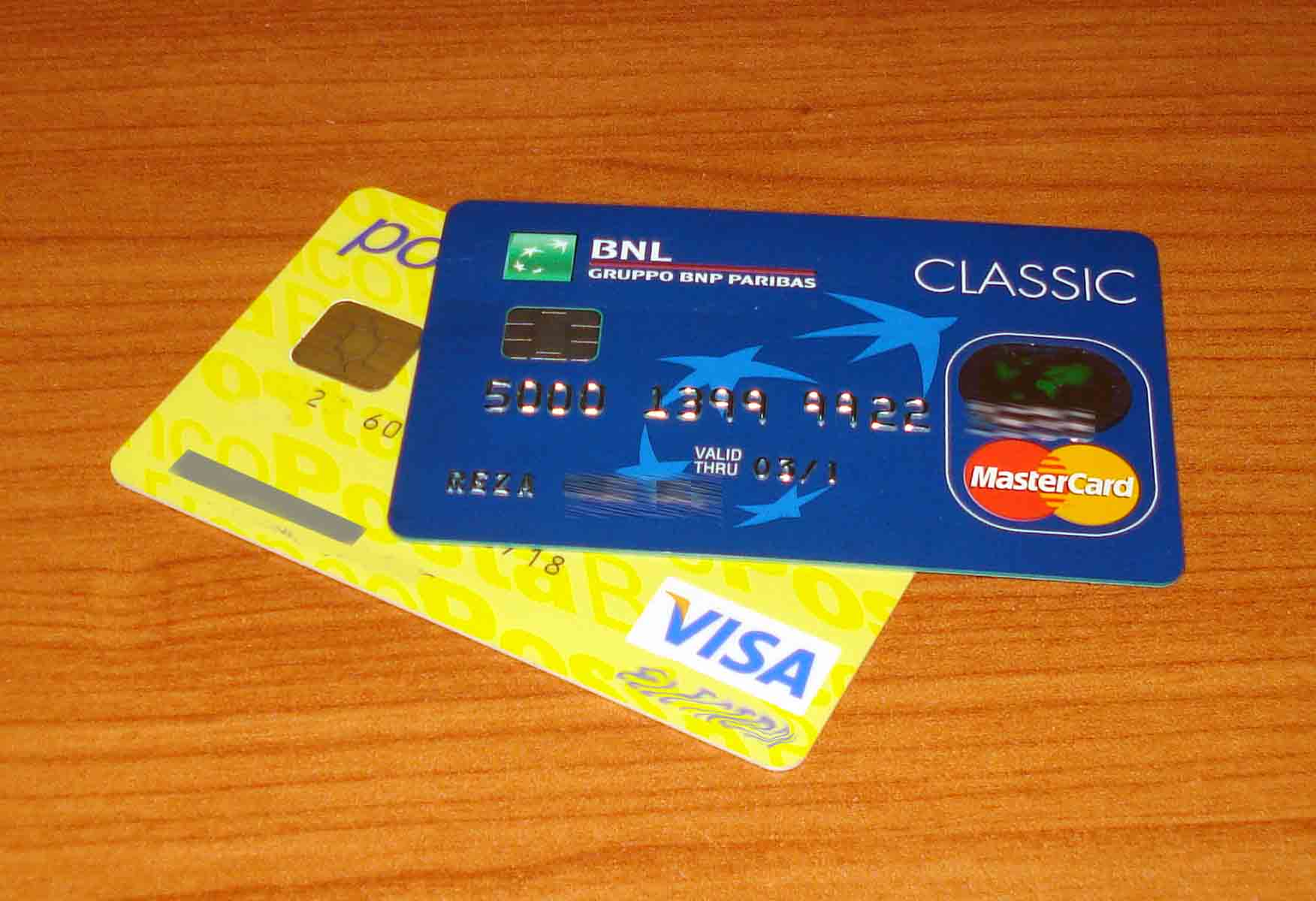
دو نمونه کارت اعتباری مربوط به مسترکارت و ویزا

آمار شمار مکان‌های ارائه دهنده و میزان درآمد سالانه ۳ شرکت فعال در زمینه خدمات کارت‌های اعتباری در سال ۲۰۱۰:
| نام           | تعداد شعبه | گردش مالی         |
| ------------- | ---------- | ----------------- |
| مسترکارت      | ۶۷ شعبه    | ۱۱٬۷ میلیارد دلار |
| ویزا کارت     | ۱۸ شعبه    | ۲۴٬۹ میلیارد دلار |
| آمریکن اکسپرس | ۵۲ شعبه    | ۱۳٬۹ میلیارد دلار |